# Autobiographie de Maxime Gorki
L'Autobiographie de Maxime Gorki est une trilogie de l'écrivain russe Maxime Gorki comprenant les récits intitulés Enfance (en russe : Детство), En gagnant mon pain (en russe : В людях) et Mes universités (en russe : Мои университеты).

## Les trois récits
Le premier récit intitulé Enfance est publié en russe dans le journal Rousskoe slovo de août 1913 à janvier 1914. Il est publié en anglais en 1915.
Le deuxième récit intitulé en français En gagnant mon pain et en russe Dans le monde ou Chez les gens est publié dans le journal Letopis dans les № 1-12, en 1916.
Le troisième récit autobiographique de Gorki est intitulé Mes universités et est édité dans le journal soviétique Krasnaïa nov dans les № 2-4 de 1923.

## Adaptation cinématographique
- L'Enfance de Gorki réalisé par Marc Donskoï en 1938.
- En gagnant mon pain réalisé par Marc Donskoï en 1939.
- Mes universités réalisé par Marc Donskoï en 1939.

## Critiques
Le critique littéraire italien Ettore Lo Gatto remarque que ces trois récits annoncent un tournant artistique de Gorki vers un art dépouillé de toute intention de propagande. Ses premiers contes n'étaient pas dépourvus d'éléments autobiographiques, mais dans les trois récits précités le réalisme recouvre son rôle artistique véritable sans plus se faire l'instrument d'aucune tendance dans un sens ou dans l'autre. Et Lo Gatto se pose la question de savoir comment il se fait que Gorki ait du recourir à tant de rhétorique dans ses grands romans alors qu'il pouvait arriver aux mêmes résultats avec des moyens artistiques rudimentaires, en recherchant au fond de lui-même le souvenir de ses sensations propres, de ses réactions personnelles, comme il le fait dans ces trois récits.